# .300 Winchester Magnum
.300 Winchester Magnum (чаще используется сокращённый вариант названия — .300 Win Mag), или 7,62×67 мм — широко распространённый охотничий и военный патрон высокой мощности.
Патрон .300 Winchester Magnum был разработан в 1963 году известной американской оружейной фирмой «Винчестер» (Winchester Repeating Arms Company) для охотничьих целей. Гильза была взята от британского охотничьего патрона фирмы Holland & Holland того же калибра. Это был четвёртый по счёту боеприпас, произведённый компанией Winchester, (предыдущие — .264, .338 и .458 Winchester Magnum) с такой особенной формой гильзы (belted), то есть с утолщением в районе донца — самом нагруженном месте гильзы, перед проточкой для экстракции. Подобная конструкция длительное время была отличительной чертой всех винтовочных патронов класса «Магнум».

## Характерные черты и особенности
В результате сочетания сравнительно лёгкой и небольшой пули калибра 7,62 мм (вес — 9…14,2 г) с объёмистой гильзой получился патрон с огромной начальной скоростью пули — около 1000 м/с, а с лёгкими пулями даже больше, и, соответственно, увеличенной дальностью её полёта. Траектория пули исключительно плоская, настильная, что сильно облегчает прицеливание на большие дистанции. Соответственно, показатели меткости также весьма высокие. По этим причинам новый патрон сразу привлёк внимание не только охотников, но и военных — .300 Winchester Magnum оказался подходящим патроном для снайперской стрельбы.
Отдача при стрельбе патронами .300 Winchester Magnum весьма сильная, примерно сопоставимая с таковой от патрона .375 Н&Н Magnum — то есть такая же, как у крупнокалиберных патронов, рассчитанных на стрельбу по крупной и опасной цели. Это следует учитывать начинающим стрелкам, которых может ввести в заблуждение сравнительно небольшой калибр .300 Winchester Magnum и которые, таким образом, могут быть психологически неготовы к тяжёлой отдаче. Случаи травмы лица от удара окуляром оптического прицела — не редкость среди неосторожных стрелков, применяющих патрон .300 Winchester Magnum.
Несомненное и очень важное преимущество данного патрона — большая, по сравнению с другими патронами среднего калибра, дальность прямого выстрела. При этом рассеивание пуль даже на дистанциях около 1000 м может иногда не превышать 1 угловой минуты — недостижимый результат при стрельбе менее мощными патронами среднего калибра.

## Применение на охоте
На охоте патрон .300 Winchester Magnum используется там, где нужна точная стрельба на большие расстояния. Для охотников также представляет интерес высокая поражающая способность пули этого патрона на коротких дистанциях. Дульная энергия пули этого патрона — 5.0…5.3 кДж примерно равна энергии пуль таких крупнокалиберных охотничьих патронов, как 9,3×62 мм, но при стрельбе на дальность 0-150 м пуля .300 Winchester Magnum оказывает при попадании ещё и сильное гидродинамическое действие благодаря своей высокой скорости. Поэтому её убойная сила, несмотря на сравнительно малый вес, весьма велика и позволяет с успехом поражать даже крупную цель. Кроме того, пули 30-х калибров при незначительно меньшей массе (чем, например, у упомянутого патрона 9,3Х62), за счет более аэродинамичной формы меньше теряют скорость на больших расстояниях.

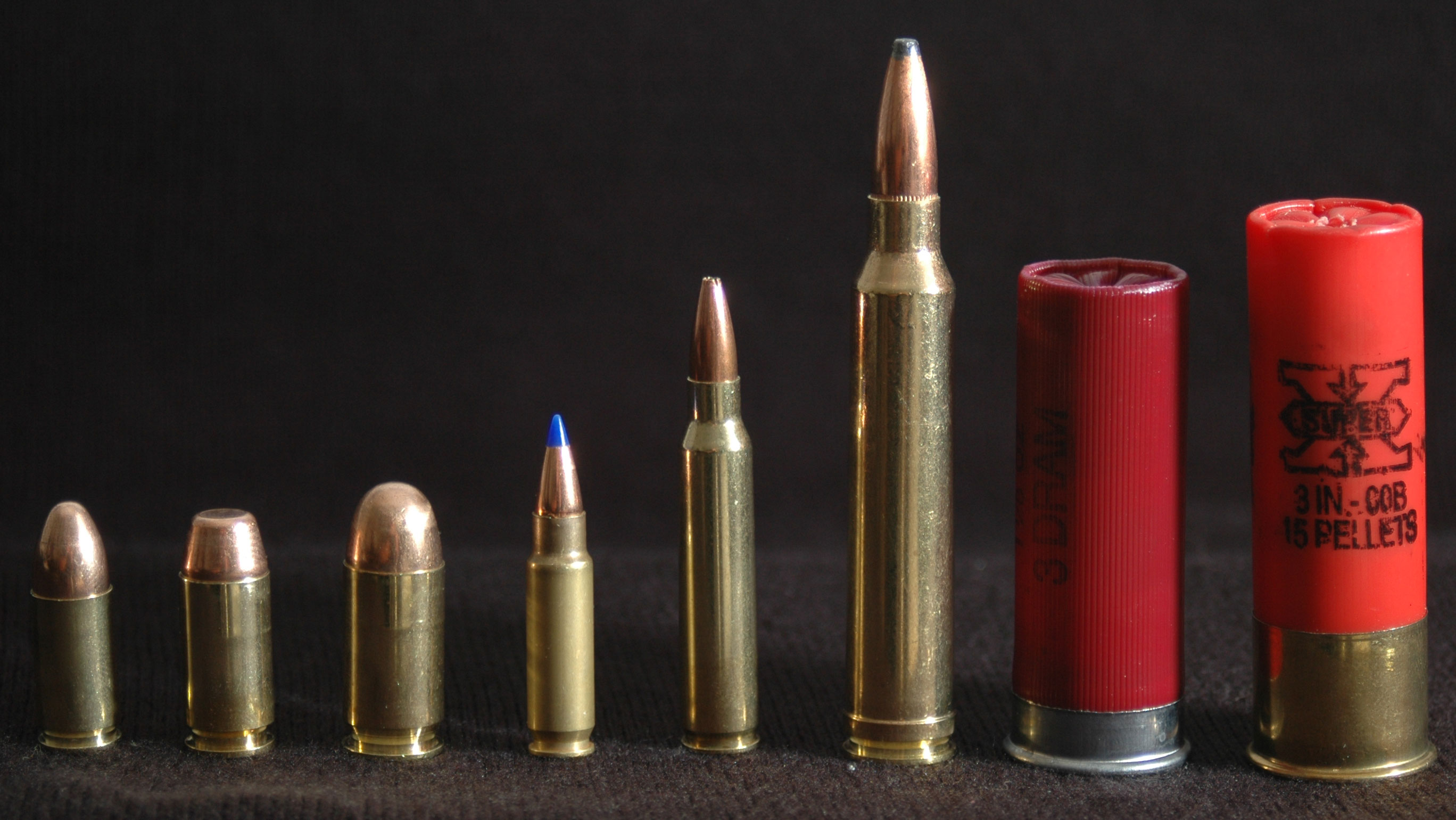
.300 Winchester Magnum — третий справа

В Европе, Северной Америке и России .300 Winchester Magnum хорошо подходит для охоты на дичь весом примерно до 350 кг — кабана, крупных оленей, лося и медведя. На Африканских охотничьих сафари он хорошо «работает» по всем средним и крупным копытным по размерам уступающим матерым буйволам — особенно на открытых пространствах саванны, где стрельба ведётся на 200—300 м, — а также может использоваться при стрельбе по крокодилам и т. д. Он также очень хорош для горных охот, поскольку именно в горах требуется стрельба на большие расстояния.
Для стрельбы по мелкой дичи (в Северном полушарии — косуля, небольшой кабан, мелкие олени и т. д., в Африке — все небольшие антилопы) патрон .300 Winchester Magnum подходит плохо, так как его высокоскоростные пули на коротких дистанциях сильно рвут тушу. Плохо подходит он и для «большой пятёрки» (кроме, разве что, леопарда) — если может возникнуть необходимость стрельбы накоротке, то его мощности для того, чтобы мгновенно остановить крупных толстокожих зверей или взрослого самца льва всё же недостаточно.
.300 Winchester Magnum — один из самых популярных патронов для варминтинга — особой стрелковой дисциплины и разновидности спортивной охоты (стрельба на большие дистанции из специального оружия).
Пули для этого патрона используются те же, что и для других патронов калибра 7,62 мм. Сейчас патрон .300 Winchester Magnum, равно как и оружие под него, выпускается всеми ведущими оружейными фирмами.

## Применение в военном деле

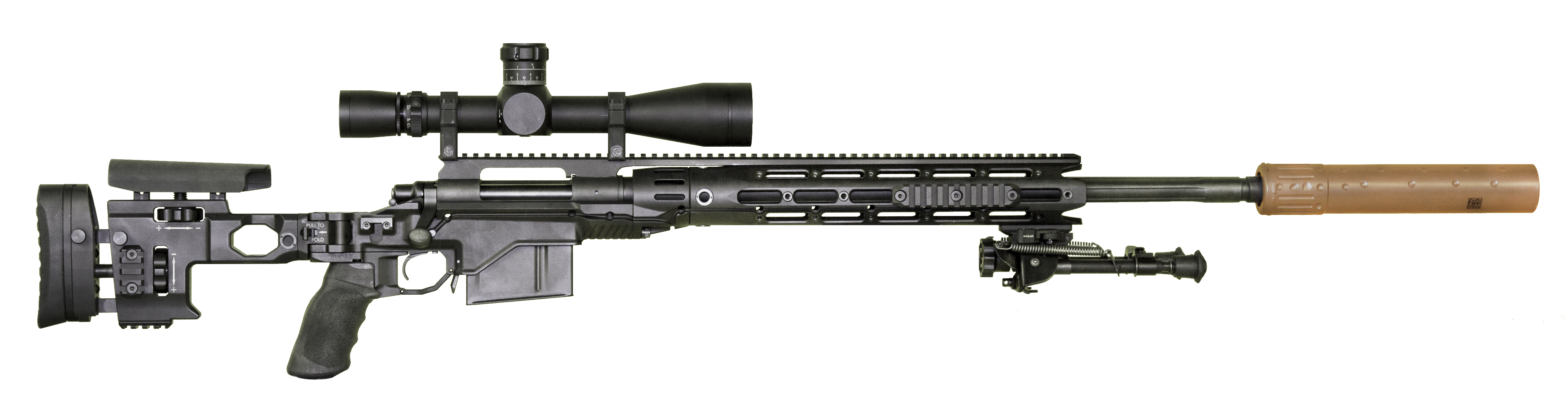
Винтовка M2010

Патрон достаточно широко используется в снайперском оружии стран НАТО и государств, приобретающих вооружение у стран НАТО. Его применение обеспечивает эффективную дальность снайперского огня до 1100…1200 м.
Из известных систем оружия под патрон .300 Winchester Magnum можно назвать следующие:
- США: одна из модификаций американской снайперской винтовки М24, которая идёт и на экспорт. Для неё этот патрон был принят в 2009 году.
- США: M2010.
- Германия: Walther WA 2000.